# Marcony Vinícius Ferreira
Marcony Vinícius Ferreira, GOMM (Brasília, 3 de março de 1964) é um prelado católico brasileiro, atual Arcebispo do Ordinariado Militar do Brasil.

## Família e educação
Dom Marcony nasceu em 3 de março de 1964, na Vila Planalto, em Brasília. Filho de Francisco Canindé Ferreira e de Maria do Céu Barroso, já falecidos. Estudou no Seminário Menor Bom Jesus e cursou filosofia e teologia no Seminário Maior Nossa Senhora de Fátima, ambos em Brasília. Especializou-se em teologia litúrgica, frequentando primeiramente o Pontifício Ateneu de Santo Anselmo (1993-1996) e depois o Instituto de Teologia Litúrgica da Pontifícia Universidade da Santa Cruz (2011-2012), em Roma.

## Vida religiosa e Ordenações Episcopais
Em 8 de dezembro de 1987, Dom Marcony foi ordenado diácono por Dom Geraldo Ávila, na Vila Planalto. No ano seguinte, foi ordenado padre em 3 de dezembro, por Dom José Freire Falcão, tendo como co-ordenante Dom Ávila, no Santuário Dom Bosco. Foi o primeiro padre nascido e consagrado em Brasília. Em outubro de 2001, foi nomeado monsenhor pelo Papa João Paulo II.
Dom Marcony foi coordenador de Pastoral da Arquidiocese de Brasília, membro do Conselho de Presbíteros e do Colégio de Consultores. Também foi coordenador da formação litúrgica-doutrinal dos Ministros Extraordinários da Comunhão Eucarística e responsável pelo folheto litúrgico Povo de Deus.
Dedicado à formação de padres, Dom Marcony ministrou aulas em várias disciplinas no Seminário Maior Nossa Senhora de Fátima, no Ordinariado Militar de São Paulo e Seminário Redemptoris Mater. Atualmente é professor do Curso Superior de Teologia, da arquidiocese de Brasília, e autor de artigos sobre religião para o Jornal de Brasília.
Em 19 de fevereiro de 2014, Dom Marcony foi nomeado bispo titular de Vertara e bispo auxiliar de Brasília pelo Papa Francisco. Foi ordenado em 12 de abril de 2014, na Catedral de Brasília pelo cardeal arcebispo emérito de Brasília, Dom Falcão, tendo como co-consagrantes o arcebispo de Brasília, Dom Sérgio e o cardeal arcebispo de Aparecida, Dom Damasceno. Adotou como lema episcopal "A Deo Omnia" (Tudo é de Deus).
Em 2020, Dom Marcony foi ameaçado pelo grupo extremista 300 do Brasil após impedi-los de montar um acampamento nas proximidades da Catedral, sob o argumento de que não poderia contrariar um decreto do governo distrital que impedia aglomerações em locais públicos por conta da Pandemia de COVID-19. Em resposta, o governador Ibaneis Rocha restringiu a circulação de veículos e pedestres na Esplanada dos Ministérios durante dois dias. O governador e os serviços de inteligência temiam que o religioso sofresse algum atentado. A Conferência Nacional dos Bispos do Brasil (CNBB) repudiou fortemente as ameaças.
Em 12 de março de 2022 o Papa Francisco aceitou a renuncia de Dom Fernando José Monteiro Guimarães e nomeou Dom Marcony como Prelado do Ordinariado Militar do Brasil.
Foi co-ordenante na ordenação episcopal de:
• Dom José Genivaldo Garcia (2023) 

## Condecorações
| Barra de fita | Honra                                                                         | Grau                   |
| ------------- | ----------------------------------------------------------------------------- | ---------------------- |
|               | Ordem do Mérito Aeronáutico                                                   | Grau de Grande Oficial |
|               | Ordem do Mérito Naval                                                         | Grau de Grande Oficial |
|               | Ordem do Mérito Judiciário do Trabalho                                        | Grau de Grande-Oficial |
|               | Ordem do Mérito Judiciário Militar                                            | Grau de Alta Distinção |
|               | Ordem do Mérito Militar                                                       | Grande-Oficial         |
|               | Ordem do Mérito da Defesa                                                     | Grau de Grande Oficial |
|               | Ordem do Rio Branco                                                           | Grau de Grande Oficial |
|               | Medalha da Vitória                                                            |                        |
|               | Medalha Mérito Tamandaré                                                      |                        |
|               | Medalha Mérito Santos-Dumont                                                  |                        |
|               | Medalha do Pacificador                                                        |                        |
|               | Medalha Mérito Estado-Maior Conjunto das Forças Armadas                       |                        |
|               | Grande-Colar do Mérito do Tribunal de Contas da União (TCU)                   |                        |
|               | Medalha do Mérito Buriti                                                      |                        |
|               | Medalha Brasília 60 anos                                                      |                        |
|               | Medalha de Reconhecimento da Capelania Militar Cristo Rei                     |                        |
|               | Medalha do Mérito Eleitoral do Distrito Federal                               |                        |
|               | Medalha Mérito Exército Brasileiro                                            |                        |
|               | Medalha Mérito GDF-Economia                                                   |                        |
|               | Ordem do Mérito Alferes Joaquim José da Silva Xavier                          | Grã-Cruz               |
|               | Ordem do Mérito Bombeiro Militar do Distrito Federal “Imperador Dom Pedro II” | Comendador             |
|               | Ordem do Mérito Militar do Exército                                           |                        |